# Bénouville (Sena Marítimo)
 Bénouville  es una población y comuna francesa, en la región de Alta Normandía, departamento de Sena Marítimo, en el distrito de Le Havre y cantón de Criquetot-l'Esneval.

## Demografía
| 158 | 139 | 128 | 145 | 146 | 128 |
| Para los censos de 1962 a 1999 la población legal corresponde a la población sin duplicidades (Fuente: INSEE [Consultar]) |     |     |     |     |     |